# Тамаш Льоринц
Тамаш Льоринц (на унгарски: Lőrincz Tamás) е унгарски състезател по борба класически стил.
Роден е в Цеглед, Унгария. Той е олимпийски шампион от игрите (2020) в Токио и сребърен медалист от игрите (2012) в Лондон, световен шампион (Нур Султан, 2019) и четирикратен европейски шампион (Москва, 2006; Тбилиси, 2013; Вантаа, 2014; Варшава, 2021).